# DN6F
DN6F este un drum de interes național denumită și Centura Alexandria cu o lungime de 13 km care face legătura între Alexandria cu intersecțiile DN6 la Buzescu și la Alexandria DN6 și DN51